# Kemaliye
Kemaliye (abans Eğin, armeni: Ակն, llatinitzat: Agn, que vol dir "font") és una ciutat i districte de la província d'Erzincan, Turquia. Va agafar el nom per Mustafa Kemal Ataturk, el 21 d'octubre de 1922,abans de la república però el nom Eğin encara es fa servir localment. Té una població d'uns 10.000 habitants.
El territori va canviar moltes vegades de mans entre Roma i Pèrsia. La vila fou fundada al segle ix per paulicians armenis cristians de Baspracània. Va ser autònoma al segle xi fins que va caure en mans dels seljúcides després del 1071. Va passar als otomans sota Mehmet I mitjançant un tractat que donava als 300 cristians que hi vivien exempció d'impostos, i va dependre del liwa de Arapkir a l'eyalat de Sivas. Va tenir una important població armènia, però probablement mai majoritària. Al segle xix, quan tenia uns 15000 o 20000 habitants (uns 7000 armenis) fou unida al wilayat de Kharput i després al de Mamuret al-Aziz (Elazığ). El 1895-1896 va escapar a les primeres matances d'armenis pagant un rescat, però el 1896, en revenja per un atac armeni contra les matances, un dels caps dels quals era de la ciutat, es va organitzar una matança local i els otomans van matar a uns 2000 armenis incloent dones i nens. Dos terços de les cases armènies foren saquejades. Després de successives matances fins al 1916, la concurrència europea en la producció de teles, va arruïnar la ciutat i el 1945 només tenia 3.300 habitants i el districte (1333 km², 34 viles) només 16.900 habitants. Fou lloc de naixement de diversos poetes armenis i altres personatges destacats armenis, kurds i turcs. Formà part de la província d'Elâzığ fins al 1926, i de la província de Malatya entre 1926 i 1938.